# Росси, Серджо
Серджо Росси (итал. Sergio Rossi; 31 июля 1935, Сан Мауро Пасколи, Форли-Чезена, Королевство Италия — 2 апреля 2020, Чезена, Италия) — итальянский дизайнер, которого в Италии называли королём обуви, обладавшим утончённым стилем и вкусом. Творчество Росси, основавшего свой бренд Sergio Rossi, по признанию многих экспертов, привлекало внимание мировых СМИ к итальянской обуви и сделало её синонимом итальянского качества и мастерства её производства. Росси скончался 2 апреля 2020 года, став жертвой коронавируса, положительный тест на который был зафиксирован за несколько дней до смерти.

## Биография
Родился в 1935 году недалеко от Болоньи, в самом «обувном» регионе Италии в провинции Форли-Чезена.
Обувным делом Росси начал заниматься в начале 50-х, открыв в 1951 году собственную фабрику в родной коммуне Сан-Мауро-Пасколи. Этому ремеслу Серджо научился у отца. Поначалу он выпускал только женские сандалии, босоножки с одним ремешком.
В 1968 году основал свой бренд, который назвал Sergio Rossi.
В 80-е годы сотрудничал с крупными итальянскими домами моды Versace и Dolce & Gabbana. Модели в туфлях от Серджо Росси щеголяли по подиуму Миланской недели моды. С тех пор бренд специализировался на женской обуви: экстравагантных туфлях со стразами на шпильке, изящных босоножках, а также и на модных кроссовках.
В 1999 году компанию приобрела группа Gucci а затем оба бренда перешли в группу Kering француза Франсуа Пино. В декабре 2015 года компанию приобрел инвестиционный фонд итальянца Андреа Бономи.

## Семья
Сын Серджо Росси — Джанвито продолжает дело своего отца, но под собственной маркой, которую он запустил в 2007 году. По его словам, он учился всему, наблюдая за отцом и его ремесленниками. В 2019 году Джанвито признавался, что когда рос, ему «было трудно отличить дом и фабрику: это была большая игровая площадка, где … было много друзей, которые работали на отца».

## Вклад в борьбу с коронавирусом
Компания Росси запустила акцию «Обувь может изменить мир к лучшему», сославшись на то, что бренд Серджо может стать частью «возрождения Италии», призывая покупательниц со всего мира присоединиться к этому благотворительному проекту. Согласно заявлению компании, несмотря на беспрецедентные трудности, во время которых была обнаружена собственная уязвимость, «необходимо сохранять человечность, которая выделяет нас, наше чувство братства, которые помогут найти храбрость и силу поддерживать друг друга».
Руководством компании было принято решение направлять все средства от продажи обуви онлайн на борьбу с коронавирусом.
Известно также, что компания Росси выделила 100 000 евро миланской больнице Сакко в рамках совместных действии представителей индустрии моды в борьбе против распространения коронавирусной инфекции в Италии.

## Смерть
Росси был доставлен в реанимацию Чезены в конце марта 2020 года. За несколько дней до смерти, его состояние стремительно ухудшалось. Он был госпитализирован с подозрением на коронавирус, тест на который оказался положительным. 2 апреля, на 85-м году жизни его не стало.
Генеральный директор компании Рикардо Шютто, возглавляющий её с 2016 года, в своём заявлении по случаю кончины Росси, охарактеризовал его «мастером, вдохновляющим основателей нашей мечты». Шютто отметил, что Серджо «любил женщин и мог уловить женственность уникальным образом, создавая идеальное продолжение женской ножки в своей обуви». По словам Шютто, невероятный взгляд и подход Росси, а также оригинальная концепция, заданная маэстро, позволят бренду ещё многие годы быть в тренде.
Мэр города, в связи со смертью дизайнера заявил, что Росси не только «создал бренд, который отличился во всем мире», но и, находясь во главе компании в течение многих лет, «дал толчок в обучении новых мастеров мира моды».